# Al Cliver
Al Cliver, pseudonimo di Pierluigi Conti (Alessandria d'Egitto, 16 luglio 1951), è un attore italiano.

## Biografia
Nato in Egitto, Al Cliver iniziò a 16 anni interpretando alcuni caroselli. Il suo primo lungometraggio fu Le 10 meraviglie dell'amore del 1969; nello stesso anno fu chiamato da Luchino Visconti per un piccolo ruolo ne La caduta degli dei. Il suo primo ruolo da protagonista fu nel film del 1974 di Sergio Nasca Il saprofita. Per questo ruolo fu candidato al Nastro d'argento come migliore attore esordiente. Nel 1975 interpretò Ondata di piacere, thriller diretto da Ruggero Deodato. Nel 1976 fu il co-protagonista de I padroni della città, diretto da Fernando Di Leo, e il protagonista di Una donna chiamata Apache, considerato uno dei più violenti spaghetti western.
Nel 1979 fu uno dei protagonisti in Zombi 2, diretto da Lucio Fulci, con il quale iniziò un duraturo sodalizio che lo portò ad interpretare altri otto film diretti dal regista italiano, tra i quali ...e tu vivrai nel terrore! - L'aldilà.
Nel 1990 interpretò il suo ultimo film, Demonia, ancora una volta diretto da Fulci.

## Filmografia
- Le 10 meraviglie dell'amore (1969)
- La caduta degli dei, regia di Luchino Visconti (1969)
- Il saprofita, regia di Sergio Nasca (1974)
- Ondata di piacere, regia di Ruggero Deodato (1975)
- La fine dell'innocenza, regia di Massimo Dallamano (1976)
- Laure, regia di anonimo (1976)
- Amore grande, amore libero, regia di Luigi Perelli (1976)
- Il colpaccio, regia di Bruno Paolinelli (1976)
- Velluto nero, regia di Brunello Rondi (1976)
- I padroni della città, regia di Fernando Di Leo (1976)
- Una donna chiamata Apache, regia di Giorgio Mariuzzo (1976)
- Un giorno alla fine di ottobre, regia di Paolo Spinola (1977)
- No alla violenza, regia di Tano Cimarosa (1977)
- Milano... difendersi o morire, regia di Gianni Martucci (1978)
- Provincia violenta, regia di Mario Bianchi (1978)
- L'albero della maldicenza, regia di Giacinto Bonacquisti (1979)
- Zombi 2, regia di Lucio Fulci (1979)
- Sesso profondo, regia di Frank Martin (Marino Girolami) (1980)
- Molto di più, regia di Mario Lenzi (1980)
- La dea cannibale, regia di Jesús Franco (1980)
- Il cacciatore di uomini (Sexo caníbal), regia di Jesús Franco (1980)
- Black Cat (Gatto nero), regia di Lucio Fulci (1980)
- ...e tu vivrai nel terrore! - L'aldilà, regia di Lucio Fulci (1981)
- Anno 2020 - I gladiatori del futuro, regia di Joe D'Amato (1983)
- Briganti, regia di Giacinto Bonacquisti (1983)
- Notturno, regia di Giorgio Bontempi (1983)
- I paladini: storia d'armi e d'amori, regia di Giacomo Battiato (1983)
- Endgame - Bronx lotta finale, regia di Joe D'Amato (1983)
- L'alcova, regia di Joe D'Amato (1984)
- I guerrieri dell'anno 2072, regia di Lucio Fulci (1984)
- Murderock - Uccide a passo di danza, regia di Lucio Fulci (1984)
- La piovra 2, regia di Florestano Vancini - miniserie TV (1985)
- Lussuria, regia di Joe D'Amato (1986)
- Le miniere del Kilimangiaro, regia di Mino Guerrini (1986)
- Oggetto sessuale, regia di Bruno Gaburro (1987)
- Quando Alice ruppe lo specchio, regia di Lucio Fulci (1988)
- Il fantasma di Sodoma, regia di Lucio Fulci (1988)
- La casa nel tempo, regia di Lucio Fulci – film  TV (1989)
- Demonia, regia di Lucio Fulci (1990)

## Doppiatori
- Cesare Barbetti in ...E tu vivrai nel terrore! L'aldilà, Laure, I padroni della città
- Michele Kalamera in Anno 2020 - I gladiatori del futuro, Endgame - Bronx lotta finale
- Michele Gammino in Ondata di piacere
- Gino La Monica in La fine dell'innocenza
- Elio Zamuto in Velluto nero
- Ferruccio Amendola in Una donna chiamata Apache
- Sergio Di Giulio in Zombi 2
- Manlio De Angelis in Black Cat
- Vittorio Di Prima in L'alcova
- Giancarlo Prete in La casa nel tempo